# Le Petit Méridional
Le Petit Méridional è stato un quotidiano francese fondato a Montpellier il 19 marzo 1876.

## Storia

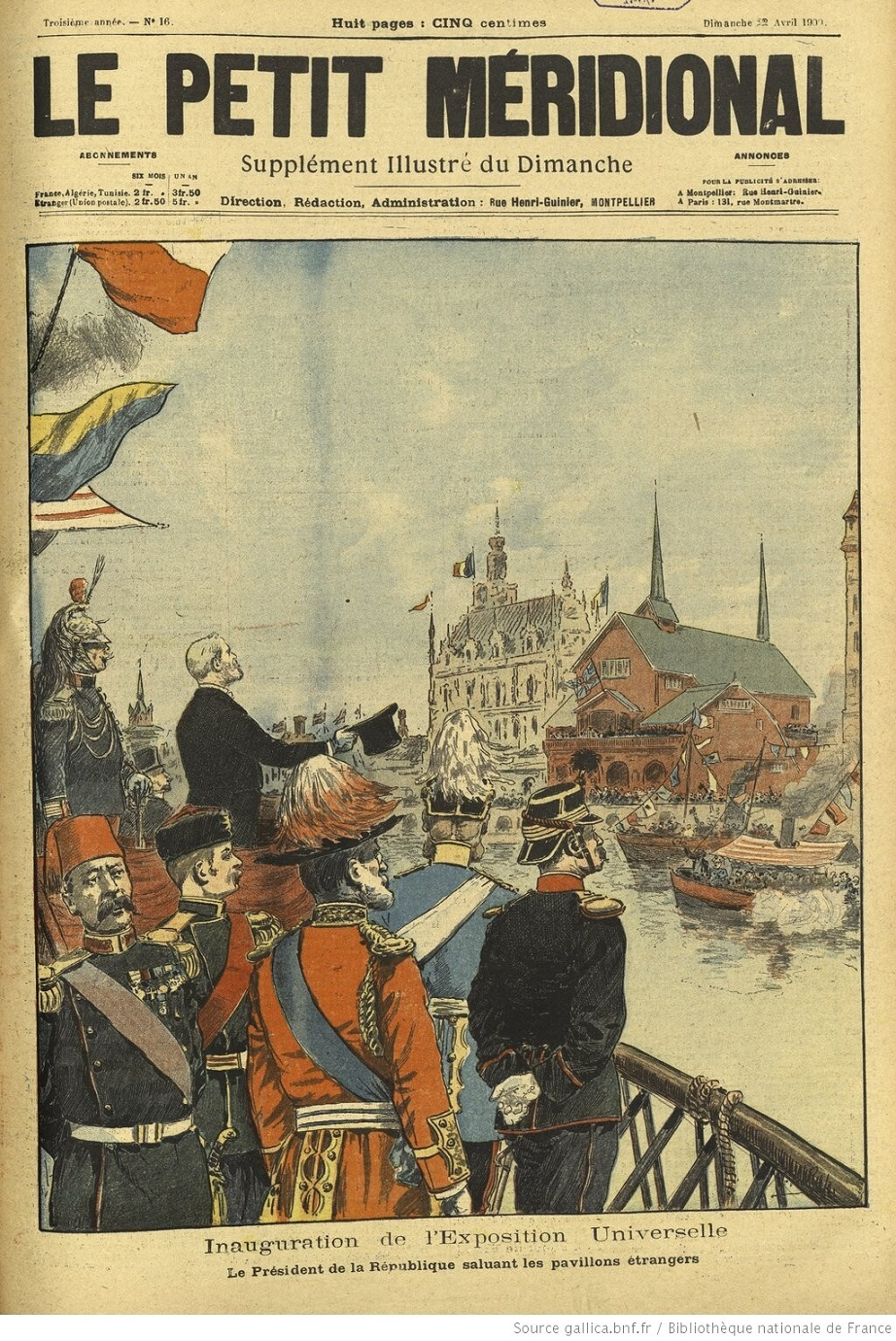
Prima pagina del supplemento domenicale del 25 aprile 1900.

Fu fondato da Antoine Sereno a Montpellier nel 1876. Durante la seconda guerra mondiale il giornale, così come L'Éclair, suo concorrente principale, appoggiarono il governo di Vichy. Nell'agosto del 1944, con la liberazione dal nazifascismo del sud della Francia il Petit Méridional cessò le pubblicazioni.